# Seznam dílů seriálu Pobřežní hlídka
Toto je seznam dílů seriálu Pobřežní hlídka. Americký dramatický seriál Pobřežní hlídka byl premiérově vysílán v letech 1989–2001. Celkem vzniklo 241 dílů, rozdělených do jedenácti řad, a dva filmy. Pilotní film byl s první řadou uveden na stanici NBC, zbylých deset řad bylo následně vysíláno v syndikaci a závěrečný film uvedla stanice Fox.

## Přehled řad
| Řada           | Původní název   | Díly           | Premiéra v USA | Premiéra v USA  | Premiéra v ČR      | Premiéra v ČR      | Stanice v USA |
| Řada           | Původní název   | Díly           | První díl      | Poslední díl    | První díl          | Poslední díl       | Stanice v USA |
| -------------- | --------------- | -------------- | -------------- | --------------- | ------------------ | ------------------ | ------------- |
| pilotní film   | pilotní film    | pilotní film   | 23. dubna 1989 | 23. dubna 1989  | 5. února 1994      | 5. února 1994      | NBC           |
| 1              | Baywatch        | 21             | 22. září 1989  | 6. dubna 1990   | 11. února 1994     | 1. července 1994   | NBC           |
| 2              | Baywatch        | 22             | 23. září 1991  | 18. května 1992 | 12. října 1994     | 1. března 1995     | syndikace     |
| 3              | Baywatch        | 22             | 14. září 1992  | 10. května 1993 | 18. července 1995  | 21. prosince 1995  | syndikace     |
| 4              | Baywatch        | 22             | 20. září 1993  | 16. května 1994 | 28. prosince 1995  | 25. května 1996    | syndikace     |
| 5              | Baywatch        | 22             | 26. září 1994  | 22. května 1995 | 1. června 1996     | 27. října 1996     | syndikace     |
| 6              | Baywatch        | 22             | 25. září 1995  | 13. května 1996 | 3. listopadu 1996  | 30. března 1997    | syndikace     |
| 7              | Baywatch        | 22             | 23. září 1996  | 12. května 1997 | 19. července 1997  | 20. prosince 1997  | syndikace     |
| 8              | Baywatch        | 22             | 22. září 1997  | 18. května 1998 | 12. prosince 1998  | 22. května 1999    | syndikace     |
| 9              | Baywatch        | 22             | 21. září 1998  | 17. května 1999 | 8. července 2000   | 6. prosince 2001   | syndikace     |
| 10             | Baywatch Hawaii | 22             | 20. září 1999  | 15. května 2000 | 10. prosince 2001  | 18. ledna 2002     | syndikace     |
| 11             | Baywatch Hawaii | 22             | 2. října 2000  | 14. května 2001 | nebylo vysíláno    | nebylo vysíláno    | syndikace     |
| závěrečný film | závěrečný film  | závěrečný film | 28. února 2003 | 28. února 2003  | 17. listopadu 2006 | 17. listopadu 2006 | Fox           |

## Seznam dílů

### Pilotní film (1989)
| Původní název                  | Český název                             | Režie           | Scénář                                                                                            | Premiéra v USA (NBC) | Premiéra v ČR |
| ------------------------------ | --------------------------------------- | --------------- | ------------------------------------------------------------------------------------------------- | -------------------- | ------------- |
| Baywatch: Panic at Malibu Pier | Pobřežní hlídka: Panika na pláži Malibu | Richard Compton | námět: Michael Berk, Douglas Schwartz a Gregory J. Bonann scénář: Michael Berk a Douglas Schwartz | 23. dubna 1989       | 5. února 1994 |

### První řada (1989–1990)
| Č. v seriálu | Č. v řadě | Původní název              | Český název           | Režie              | Scénář                                                                       | Premiéra v USA (NBC) | Premiéra v ČR    |
| ------------ | --------- | -------------------------- | --------------------- | ------------------ | ---------------------------------------------------------------------------- | -------------------- | ---------------- |
| 1            | 1         | In Deep                    | V hlubinách           | Peter H. Hunt      | Michael Berk a Douglas Schwartz                                              | 22. září 1989        | 11. února 1994   |
| 2            | 2         | Heat Wave                  | Vlna veder            | Gus Trikonis       | Ernie Wallengren                                                             | 29. září 1989        | 18. února 1994   |
| 3            | 3         | Second Wave                | Druhá vlna            | Scott Brazil       | Jill Donner                                                                  | 13. října 1989       | 25. února 1994   |
| 4            | 4         | Message in a Bottle        | Zpráva v lahvi        | Kim Manners        | Terry Erwin                                                                  | 20. října 1989       | 4. března 1994   |
| 5            | 5         | The Sky Is Falling         | Když se řítí nebesa   | Kim Manners        | William Rabkin a Lee Goldberg                                                | 27. října 1989       | 18. března 1994  |
| 6            | 6         | The Drowning Pool          | Záhadné utonutí       | Mario DiLeo        | William A. Schwartz                                                          | 3. listopadu 1989    | 11. března 1994  |
| 7            | 7         | Rookie School              | Škola mazáků          | Bruce Seth Green   | Lee Goldberg a William Rabkin                                                | 10. listopadu 1989   | 1. dubna 1994    |
| 8            | 8         | Cruise Ship                | Vyhlídková loď        | Tommy Lee Wallace  | Jill Donner a William A. Schwartz                                            | 24. listopadu 1989   | 8. dubna 1994    |
| 9            | 9         | The Cretin of the Shallows | Šílenec z mokřin      | Vern Gillum        | William A. Schwartz a Ernie Wallengren                                       | 1. prosince 1989     | 25. března 1994  |
| 10           | 10        | Shelter Me                 | Chraň mě              | Scott Brazil       | Terry Erwin                                                                  | 8. prosince 1989     | 15. dubna 1994   |
| 11           | 11        | The Reunion                | Setkání               | Rob Bowman         | W. Reed Moran                                                                | 15. prosince 1989    | 22. dubna 1994   |
| 12           | 12        | Armored Car                | Pancéřové auto        | Michael Ray Rhodes | námět: Michael Berk a Douglas Schwartz scénář: Lee Goldberg a William Rabkin | 5. ledna 1990        | 29. dubna 1994   |
| 13           | 13        | Home Cort                  | Cort se vrací         | Paul Schneider     | Terry Erwin a William A. Schwartz                                            | 12. ledna 1990       | 6. května 1994   |
| 14           | 14        | We Need a Vacation         | Potřebujeme dovolenou | Gus Trikonis       | Lee Goldberg a William Rabkin                                                | 26. ledna 1990       | 13. května 1994  |
| 15           | 15        | Muddy Waters               | Kalné vody            | Paul Schneider     | William A. Schwartz a Terry Erwin                                            | 2. února 1990        | 3. června 1994   |
| 16           | 16        | Snake Eyes                 | Hadí oka              | Gus Trikonis       | Kate Boutilier                                                               | 9. února 1990        | 20. května 1994  |
| 17           | 17        | Eclipse                    | Zatmění Měsíce        | Paul Schneider     | Claire Whitaker                                                              | 23. února 1990       | 27. května 1994  |
| 18           | 18        | Shark Derby                | Žraločí derby         | Gregory J. Bonann  | Kate Boutilier a Terry Erwin                                                 | 2. března 1990       | 10. června 1994  |
| 19           | 19        | The Big Race               | Velký závod           | Kevin Inch         | Rolf Wallengren                                                              | 16. března 1990      | 17. června 1994  |
| 20           | 20        | Old Friends                | Staří přátelé         | Douglas Schwartz   | William A. Schwartz                                                          | 30. března 1990      | 24. června 1994  |
| 21           | 21        | The End?                   | Zemětřesení           | Reza Badiyi        | Lee Goldberg a William Rabkin                                                | 6. dubna 1990        | 1. července 1994 |

### Druhá řada (1991–1992)
| Č. v seriálu | Č. v řadě | Původní název                             | Český název                   | Režie                                | Scénář                                                      | Premiéra v USA (syndikace) | Premiéra v ČR      |
| ------------ | --------- | ----------------------------------------- | ----------------------------- | ------------------------------------ | ----------------------------------------------------------- | -------------------------- | ------------------ |
| 22–23        | 12        | Nightmare Bay                             | Příšera v zálivu              | Gregory J. Bonann                    | Michael Berk a Douglas Schwartz                             | 23. září 1991              | 12. října 1994     |
| 24           | 3         | The One That Got Away                     | Kořistí lovce                 | Gus Trikonis                         | Ronni Kern                                                  | 30. září 1991              | 19. října 1994     |
| 25           | 4         | Money, Honey                              | Peníze                        | Monte Markham                        | Alan Swyer                                                  | 7. října 1991              | 26. října 1994     |
| 26           | 5         | Fabulous Buchannon Boys                   | Báječní hoši Buchannonovi     | Gus Trikonis                         | W. Reed Moran                                               | 14. října 1991             | 2. listopadu 1994  |
| 27           | 6         | Point of Attack                           | Konflikt                      | Alan Myerson                         | Alan Swyer                                                  | 21. října 1991             | 9. listopadu 1994  |
| 28           | 7         | Sandcastles                               | Hrady z písku                 | Monte Markham                        | Garner Simmons                                              | 28. října 1991             | 16. listopadu 1994 |
| 29           | 8         | Thin or Die                               | Zhubni, nebo zemři            | Douglas Schwartz                     | Deborah Schwartz a Douglas Schwartz                         | 4. listopadu 1991          | 23. listopadu 1994 |
| 30           | 9         | The Trophy (Part 1)                       | Trofej (1. část)              | Douglas Schwartz                     | David Braff                                                 | 11. listopadu 1991         | 30. listopadu 1994 |
| 31           | 10        | The Trophy (Part 2)                       | Trofej (2. část)              | Douglas Schwartz                     | Michael Berk                                                | 18. listopadu 1991         | 7. prosince 1994   |
| 32           | 11        | If Looks Could Kill                       | Nebezpečně krásná             | Douglas Schwartz                     | námět: I. C. Rapoport scénář: I. C. Rapoport a Michael Berk | 25. listopadu 1991         | 14. prosince 1994  |
| 33           | 12        | Reunion                                   | Setkání                       | Gus Trikonis                         | námět: Jill Donner a Michael Berk scénář: Michael Berk      | 27. ledna 1992             | 21. prosince 1994  |
| 34           | 13        | War of Nerves                             | Válka nervů                   | Douglas Schwartz                     | Deborah Schwartz a Douglas Schwartz                         | 3. února 1992              | 28. prosince 1994  |
| 35           | 14        | Big Monday                                | Velké pondělí                 | Gregory J. Bonann                    | Gary Capo, Julian Whatley a Michael Berk                    | 10. února 1992             | 4. ledna 1995      |
| 36           | 15        | Sea of Flames                             | Plameny nad mořem             | Gregory J. Bonann a Douglas Schwartz | Michael Berk                                                | 17. února 1992             | 11. ledna 1995     |
| 37           | 16        | Now Sit Right Back and You'll Hear a Tale |                               | Douglas Schwartz                     | Lloyd J. Schwartz                                           | 24. února 1992             | 18. ledna 1995     |
| 38           | 17        | The Chamber                               | Komora                        | Gregory J. Bonann                    | Alan Swyer a Gregg Segal                                    | 2. března 1992             | 25. ledna 1995     |
| 39           | 18        | Shark's Cove                              |                               | Monte Markham                        | Deborah Schwartz a Douglas Schwartz                         | 20. dubna 1992             | 1. února 1995      |
| 40           | 19        | Lost Treasure of Tower 12                 | Ztracený poklad věže číslo 12 | Cliff Bole                           | Glenn A. Bruce a David Braff                                | 27. dubna 1992             | 8. února 1995      |
| 41           | 20        | The Big Spill                             | Odhalení                      | Cliff Bole                           | David Braff                                                 | 4. května 1992             | 15. února 1995     |
| 42           | 21        | Game of Chance                            |                               | Georg Fenady                         | David Braff                                                 | 11. května 1992            | 22. února 1995     |
| 43           | 22        | Summer of '85                             |                               | Michael Berk                         | Michael Berk                                                | 18. května 1992            | 1. března 1995     |

### Třetí řada (1992–1993)
| Č. v seriálu | Č. v řadě | Původní název                 | Český název                        | Režie             | Scénář                                             | Premiéra v USA (syndikace) | Premiéra v ČR      |
| ------------ | --------- | ----------------------------- | ---------------------------------- | ----------------- | -------------------------------------------------- | -------------------------- | ------------------ |
| 44           | 1         | River of No Return (Part 1)   | Řeka, odkud není návratu (1. část) | Douglas Schwartz  | Michael Berk a Douglas Schwartz                    | 14. září 1992              | 18. července 1995  |
| 45           | 2         | River of No Return (Part 2)   | Řeka, odkud není návratu (2. část) | Douglas Schwartz  | Michael Berk a Douglas Schwartz                    | 21. září 1992              | 25. července 1995  |
| 46           | 3         | Tequila Bay                   | Tequilská zátoka                   | Lyndon Chubbuck   | David Braff                                        | 28. září 1992              | 1. srpna 1995      |
| 47           | 4         | Rookie of the Year            | Nováček roku                       | Gus Trikonis      | Deborah Schwartz a Gregory J. Bonann               | 5. října 1992              | 8. srpna 1995      |
| 48           | 5         | Pier Pressure                 | Vliv mola                          | Gus Trikonis      | Deborah Schwartz a Douglas Schwartz                | 12. října 1992             | 15. srpna 1995     |
| 49           | 6         | Showdown at Malibu Beach High |                                    | Douglas Schwartz  | Michael Berk a Douglas Schwartz                    | 19. října 1992             | 22. srpna 1995     |
| 50           | 7         | Point Doom                    | Point Doom                         | Gregory J. Bonann | Daniel M. Peterson a David Trim                    | 26. října 1992             | 29. srpna 1995     |
| 51           | 8         | Princess of Tides             | Princezna přílivu                  | Parker Stevenson  | Michael Berk a Peter Kiwitt                        | 2. listopadu 1992          | 7. září 1995       |
| 52           | 9         | Masquerade                    | Divadýlko                          | Heather Hill      | I. C. Rapoport                                     | 9. listopadu 1992          | 13. září 1995      |
| 53           | 10        | Lifeguards Can't Jump         | Plavčíci neumějí skákat            | Gregory J. Bonann | Lloyd J. Schwartz                                  | 16. listopadu 1992         | 21. září 1995      |
| 54           | 11        | Dead of Summer                | Atentát                            | Cliff Bole        | Terry Erwin                                        | 23. listopadu 1992         | 28. září 1995      |
| 55           | 12        | A Matter of Life and Death    | Otázka života a smrti              | Sidney Hayers     | Gary Capo, Julian Whatley a Michael Berk           | 4. ledna 1993              | 5. října 1995      |
| 56           | 13        | Island of Romance             | Ostrov romantiky                   | Gregory J. Bonann | Michael Berk a Deborah Schwartz                    | 11. ledna 1993             | 14. října 1995     |
| 57           | 14        | Strangers Among Us            | Mimozemšťané mezi námi             | Alan Myerson      | John Whelpley                                      | 18. ledna 1993             | 19. října 1995     |
| 58           | 15        | Vacation (Part 1)             | Dovolení (1. část)                 | Gus Trikonis      | David Braff                                        | 25. ledna 1993             | 26. října 1995     |
| 59           | 16        | Vacation (Part 2)             | Dovolení (2. část)                 | Gus Trikonis      | David Braff                                        | 1. února 1993              | 9. listopadu 1995  |
| 60           | 17        | The Tower                     | Věž                                | Gregory J. Bonann | Deborah Schwartz a Michael Berk                    | 8. února 1993              | 16. listopadu 1995 |
| 61           | 18        | Stakeout at Surfrider Beach   | Policejní dohled na pláži surfařů  | Parker Stevenson  | námět: Jim Hilton scénář: David Braff              | 15. února 1993             | 23. listopadu 1995 |
| 62           | 19        | Shattered (Part 1)            | Zranění (1. část)                  | Douglas Schwartz  | Deborah Schwartz                                   | 19. dubna 1993             | 30. listopadu 1995 |
| 63           | 20        | Shattered (Part 2)            | Zranění (2. část)                  | Douglas Schwartz  | Deborah Schwartz                                   | 26. dubna 1993             | 7. prosince 1995   |
| 64           | 21        | Kicks                         | Kickbox                            | Michael Berk      | Michelle Rogers Berk, Trish Garland a Peter Kiwitt | 3. května 1993             | 14. prosince 1995  |
| 65           | 22        | Fatal Exchange                | Osudová výměna                     | Paul Cajero       | David Braff                                        | 10. května 1993            | 21. prosince 1995  |

### Čtvrtá řada (1993–1994)
| Č. v seriálu | Č. v řadě | Původní název              | Český název                                    | Režie             | Scénář                                                 | Premiéra v USA (syndikace) | Premiéra v ČR                  |
| ------------ | --------- | -------------------------- | ---------------------------------------------- | ----------------- | ------------------------------------------------------ | -------------------------- | ------------------------------ |
| 66–67        | 12        | Race Against Time          | Závod s časem (1. část)Závod s časem (2. část) | Gregory J. Bonann | Michael Berk a Deborah Schwartz                        | 20. září 1993              | 28. prosince 19954. ledna 1996 |
| 68           | 3         | Lover's Cove               | Zátoka milenců                                 | Gus Trikonis      | Steven Barnes                                          | 27. září 1993              | 11. ledna 1996                 |
| 69           | 4         | Blindside                  | Ztráta zraku                                   | Douglas Schwartz  | Deborah Schwartz                                       | 4. října 1993              | 18. ledna 1996                 |
| 70           | 5         | Skyrider                   | Vzduchoplavec                                  | Lyndon Chubbuck   | Sherri Ziff a Michael Berk                             | 11. října 1993             | 25. ledna 1996                 |
| 71           | 6         | Tentacles (Part 1)         | Chapadla (1. část)                             | Lyndon Chubbuck   | námět: Sherri Ziff a Michael Berk scénář: Michael Berk | 18. října 1993             | 1. února 1996                  |
| 72           | 7         | Tentacles (Part 2)         | Chapadla (2. část)                             | Gregory J. Bonann | námět: Sherri Ziff a Michael Berk scénář: Michael Berk | 25. října 1993             | 8. února 1996                  |
| 73           | 8         | Submersion                 | Pod vodou                                      | Gregory J. Bonann | Michael Berk                                           | 1. listopadu 1993          | 15. února 1996                 |
| 74           | 9         | Ironman Buchannon          | Železný muž Buchannon                          | Douglas Schwartz  | David Braff                                            | 8. listopadu 1993          | 22. února 1996                 |
| 75           | 10        | Tower of Power             | Věž síly                                       | Gus Trikonis      | David Braff                                            | 15. listopadu 1993         | 29. února 1996                 |
| 76           | 11        | The Child Inside           | Dítě v nás                                     | Douglas Schwartz  | Deborah Schwartz                                       | 22. listopadu 1993         | 7. března 1996                 |
| 77           | 12        | Second Time Around         | Podruhé dokola                                 | Lyndon Chubbuck   | Garner Simmons                                         | 17. ledna 1994             | 14. března 1996                |
| 78           | 13        | Red Knights                | Rudí rytíři                                    | Cliff Bole        | Elroy Schwartz                                         | 24. ledna 1994             | 21. března 1996                |
| 79           | 14        | Coronado Del Soul (Part 1) | Hotel Coronado Del Soul (1. část)              | Gus Trikonis      | David Braff                                            | 31. ledna 1994             | 28. března 1996                |
| 80           | 15        | Coronado Del Soul (Part 2) | Hotel Coronado Del Soul (2. část)              | Gus Trikonis      | David Braff                                            | 7. února 1994              | 4. dubna 1996                  |
| 81           | 16        | Mirror, Mirror             | Zrcadlo, zrcadlo                               | Douglas Schwartz  | Deborah Schwartz                                       | 14. února 1994             | 11. dubna 1996                 |
| 82           | 17        | The Falcon Manifesto       | Zpráva o Falconovi                             | Charles Braverman | Michele Rogers Berk a Susan Hamilton Brin              | 21. února 1994             | 18. dubna 1996                 |
| 83           | 18        | Rescue Bay                 | Záchranný oddíl                                | Gregory J. Bonann | Steven Barnes                                          | 28. února 1994             | 25. dubna 1996                 |
| 84           | 19        | Western Exposure           | V rytmu country                                | Gregory J. Bonann | Deborah Schwartz                                       | 25. dubna 1994             | 4. května 1996                 |
| 85           | 20        | The Life You Save          | Život, který zachráníte                        | Michael Berk      | Michael Berk                                           | 2. května 1994             | 11. května 1996                |
| 86           | 21        | Trading Places             | Obchodní záležitost                            | Paul Cajero       | David Braff                                            | 9. května 1994             | 18. května 1996                |
| 87           | 22        | Guys & Dolls               | Kluci a panenky                                | Cliff Bole        | David Braff                                            | 16. května 1994            | 25. května 1996                |

### Pátá řada (1994–1995)
| Č. v seriálu | Č. v řadě | Původní název                         | Český název                        | Režie             | Scénář                                    | Premiéra v USA (syndikace) | Premiéra v ČR     |
| ------------ | --------- | ------------------------------------- | ---------------------------------- | ----------------- | ----------------------------------------- | -------------------------- | ----------------- |
| 88           | 1         | Livin' on the Fault Line (Part 1)     | Život na zlomu (1. část)           | Gregory J. Bonann | Michael Berk                              | 26. září 1994              | 1. června 1996    |
| 89           | 2         | Livin' on the Fault Line (Part 2)     | Život na zlomu (2. část)           | Gregory J. Bonann | Michael Berk                              | 3. října 1994              | 8. června 1996    |
| 90           | 3         | Aftershock                            | Zkušební otřes                     | Gus Trikonis      | David Braff                               | 10. října 1994             | 15. června 1996   |
| 91           | 4         | Baja Run                              | Závod v Baja                       | Douglas Schwartz  | Deborah Schwartz                          | 17. října 1994             | 22. června 1996   |
| 92           | 5         | Air Buchannon                         | Létající Buchannon                 | Roy Campanella II | David Braff                               | 24. října 1994             | 29. června 1996   |
| 93           | 6         | Short Sighted                         | Krátkozrakost                      | Douglas Schwartz  | Deborah Schwartz                          | 31. října 1994             | 6. července 1996  |
| 94           | 7         | Someone to Baywatch Over You          | Ten, kdo mě hlídá na pláži         | Reza Badiyi       | Kimmer Ringwald                           | 7. listopadu 1994          | 13. července 1996 |
| 95           | 8         | KGAS, the Groove-Yard of Solid Gold   | Poklad kapitána Flynna             | Charles Winkler   | Reuben Leder                              | 14. listopadu 1994         | 20. července 1996 |
| 96           | 9         | Red Wind                              | Horký vítr                         | Gregory J. Bonann | Eric Blakeney                             | 21. listopadu 1994         | 27. července 1996 |
| 97           | 10        | I, Spike                              | Krize                              | Gregory J. Bonann | Michael Berk                              | 28. listopadu 1994         | 3. srpna 1996     |
| 98           | 11        | Silent Night, Baywatch Night (Part 1) | Vánoce u pobřežní hlídky (1. část) | Douglas Schwartz  | Deborah Schwartz                          | 5. prosince 1994           | 10. srpna 1996    |
| 99           | 12        | Silent Night, Baywatch Night (Part 2) | Vánoce u pobřežní hlídky (2. část) | Douglas Schwartz  | Deborah Schwartz                          | 12. prosince 1994          | 17. srpna 1996    |
| 100          | 13        | Rubber Ducky                          | Gumové kachny                      | Gregory J. Bonann | David Braff                               | 30. ledna 1995             | 24. srpna 1996    |
| 101          | 14        | Homecoming                            | Cesta domů                         | Gus Trikonis      | Steven Barnes                             | 6. února 1995              | 31. srpna 1996    |
| 102          | 15        | Seize the Day                         | Dík za každý den života            | Douglas Schwartz  | Deborah Schwartz                          | 13. února 1995             | 8. září 1996      |
| 103          | 16        | A Little Help                         | Malá pomoc                         | Michael Berk      | Susan Hamilton Brin a Michele Rogers Berk | 20. února 1995             | 15. září 1996     |
| 104          | 17        | Father's Day                          | Den otců                           | Gregory J. Bonann | Michael Berk a Tanquil Lisa Collins       | 27. února 1995             | 22. září 1996     |
| 105          | 18        | Fire with Fire                        | Ohněm proti ohni                   | Michael Preece    | David Braff                               | 24. dubna 1995             | 29. září 1996     |
| 106          | 19        | Deep Trouble                          | Opravdový problém                  | Gus Trikonis      | John Allen Nelson a Max Strom             | 1. května 1995             | 6. října 1996     |
| 107          | 20        | Promised Land                         | Zaslíbená země                     | Paul Cajero       | David Braff                               | 8. května 1995             | 13. října 1996    |
| 108          | 21        | The Runaways                          | Uprchlíci                          | L. Lewis Stout    | David Braff                               | 15. května 1995            | 20. října 1996    |
| 109          | 22        | Wet N' Wild                           | Mokrý a divoký                     | Paul Lazarus      | Kimmer Ringwald                           | 22. května 1995            | 27. října 1996    |

### Šestá řada (1995–1996)
| Č. v seriálu | Č. v řadě | Původní název                    | Český název              | Režie             | Scénář                                    | Premiéra v USA (syndikace) | Premiéra v ČR      |
| ------------ | --------- | -------------------------------- | ------------------------ | ----------------- | ----------------------------------------- | -------------------------- | ------------------ |
| 110          | 1         | Trapped Beneath the Sea (Part 1) | Podmořská past (1. část) | Gregory J. Bonann | Michael Berk                              | 25. září 1995              | 3. listopadu 1996  |
| 111          | 2         | Trapped Beneath the Sea (Part 2) | Podmořská past (2. část) | Gregory J. Bonann | Michael Berk                              | 2. října 1995              | 10. listopadu 1996 |
| 112          | 3         | Hot Stuff                        | Požár                    | Georg Fenady      | David Braff                               | 9. října 1995              | 17. listopadu 1996 |
| 113          | 4         | Surf's Up                        | Koncert v zátoce         | Gus Trikonis      | David Braff                               | 16. října 1995             | 24. listopadu 1996 |
| 114          | 5         | To Everything There Is a Season  | Všechno má svůj čas      | Douglas Schwartz  | Deborah Schwartz                          | 23. října 1995             | 1. prosince 1996   |
| 115          | 6         | Leap of Faith                    | Průjev důvěry            | Douglas Schwartz  | Deborah Schwartz                          | 30. října 1995             | 8. prosince 1996   |
| 116          | 7         | Face of Fear                     | Tváří v tvář strachu     | Douglas Schwartz  | Deborah Schwartz                          | 6. listopadu 1995          | 15. prosince 1996  |
| 117          | 8         | Hit and Run                      | Útěk z místa nehody      | Gus Trikonis      | Grant Rosenberg                           | 13. listopadu 1995         | 22. prosince 1996  |
| 118          | 9         | Home Is Where the Heat Is        | Teplo domova             | L. Lewis Stout    | Michael Berk                              | 20. listopadu 1995         | 29. prosince 1996  |
| 119          | 10        | Sweet Dreams                     | Sladké sny               | Gregory J. Bonann | Tanquil Lisa Collins                      | 27. listopadu 1995         | 5. ledna 1997      |
| 120          | 11        | The Incident                     | Nehoda                   | Gregory J. Bonann | Kimmer Ringwald                           | 15. ledna 1996             | 12. ledna 1997     |
| 121          | 12        | Beauty and the Beast             | Kráska a zvíře           | David W. Hagar    | David Braff                               | 29. ledna 1996             | 19. ledna 1997     |
| 122          | 13        | Desperate Encounter              | Boj o přežití            | Douglas Schwartz  | Deborah Schwartz                          | 5. února 1996              | 26. ledna 1997     |
| 123          | 14        | Baywatch Angels                  | Andělé z pobřežní hlídky | Georg Fenady      | Michele Rogers Berk a Susan Hamilton Brin | 12. února 1996             | 2. února 1997      |
| 124          | 15        | Bash at the Beach                | Pro dobrou věc           | Douglas Schwartz  | Deborah Schwartz                          | 19. února 1996             | 9. února 1997      |
| 125          | 16        | Freefall                         | Volný pád                | Michael Berk      | Michael Berk                              | 26. února 1996             | 16. února 1997     |
| 126          | 17        | Sail Away                        | Vyplouváme               | Paul Cajero       | David Braff                               | 18. března 1996            | 23. února 1997     |
| 127          | 18        | Lost and Found                   | Ztráty a nálezy          | Reza Badiyi       | Evan Somers                               | 25. března 1996            | 2. března 1997     |
| 128          | 19        | Forbidden Paradise (Part 1)      | Zakázaný ráj (1. část)   | Douglas Schwartz  | Deborah Schwartz                          | 22. dubna 1996             | 9. března 1997     |
| 129          | 20        | Forbidden Paradise (Part 2)      | Zakázaný ráj (2. část)   | Douglas Schwartz  | Deborah Schwartz                          | 29. dubna 1996             | 16. března 1997    |
| 130          | 21        | Last Wave                        | Poslední vlna            | Reza Badiyi       | Tanquil Lisa Collins a David Braff        | 6. května 1996             | 23. března 1997    |
| 131          | 22        | Go for the Gold                  | Zlatý úlovek             | Peter H. Hunt     | David Braff                               | 13. května 1996            | 30. března 1997    |

### Sedmá řada (1996–1997)
| Č. v seriálu | Č. v řadě | Původní název                | Český název                     | Režie             | Scénář                                                         | Premiéra v USA (syndikace) | Premiéra v ČR      |
| ------------ | --------- | ---------------------------- | ------------------------------- | ----------------- | -------------------------------------------------------------- | -------------------------- | ------------------ |
| 132          | 1         | Shark Fever                  | Žraločí horečka                 | Gregory J. Bonann | David Braff                                                    | 23. září 1996              | 19. července 1997  |
| 133          | 2         | The Contest                  | Volba miss                      | Reza Badiyi       | Michael Berk                                                   | 30. září 1996              | 26. července 1997  |
| 134          | 3         | Liquid Assets                | Tekutý živel                    | Reza Badiyi       | Michael Berk                                                   | 7. října 1996              | 2. srpna 1997      |
| 135          | 4         | Windswept                    | Trosečníci                      | Georg Fenady      | David Braff                                                    | 14. října 1996             | 9. srpna 1997      |
| 136          | 5         | Scorcher                     | Vlna veder                      | Gregory J. Bonann | Kimmer Ringwald                                                | 21. října 1996             | 16. srpna 1997     |
| 137          | 6         | Beach Blast                  | Plážová bomba                   | Douglas Schwartz  | námět: Deborah Schwartz scénář: Kimmer Ringwald                | 28. října 1996             | 23. srpna 1997     |
| 138          | 7         | Guess Who's Coming to Dinner | Hádej, kdo přijde na večeři     | Douglas Schwartz  | Deborah Schwartz                                               | 4. listopadu 1996          | 30. srpna 1997     |
| 139          | 8         | Let the Games Begin          | Zahajme hry                     | Gregory J. Bonann | Tanquil Lisa Collins                                           | 11. listopadu 1996         | 6. září 1997       |
| 140          | 9         | Buried                       | Pohřbeni                        | David W. Hagar    | David Braff                                                    | 18. listopadu 1996         | 20. září 1997      |
| 141          | 10        | Search and Rescue            | Průzkumníci a záchranáři        | Gregory J. Bonann | Michael Berk                                                   | 13. ledna 1997             | 27. září 1997      |
| 142          | 11        | Heal the Bay                 | Uzdravte zátoku                 | Gus Trikonis      | Kimmer Ringwald                                                | 27. ledna 1997             | 4. října 1997      |
| 143          | 12        | Bachelor of the Month        | Starý mládenec měsíce           | Reza Badiyi       | David Braff                                                    | 3. února 1997              | 11. října 1997     |
| 144          | 13        | Chance of a Lifetime         | Životní šance                   | Douglas Schwartz  | Deborah Schwartz                                               | 10. února 1997             | 18. října 1997     |
| 145          | 14        | Talk Show                    | Patnáct minut slávy             | Gregory J. Bonann | Kimmer Ringwald                                                | 17. února 1997             | 25. října 1997     |
| 146          | 15        | Life-Guardian                | Anděl strážný                   | Gregory J. Bonann | Tanquil Lisa Collins                                           | 24. února 1997             | 1. listopadu 1997  |
| 147          | 16        | Matters of the Heart         | Srdeční záležitost              | Michael Berk      | Kimmer Ringwald                                                | 3. března 1997             | 8. listopadu 1997  |
| 148          | 17        | Rendezvous                   | Schůzka s přízrakem             | Gus Trikonis      | Kimmer Ringwald                                                | 7. dubna 1997              | 15. listopadu 1997 |
| 149          | 18        | Hot Water                    | Ohrožená voda                   | L. Lewis Stout    | Michele Rogers Berk a Susan Hamilton Brin                      | 14. dubna 1997             | 22. listopadu 1997 |
| 150          | 19        | Trial by Fire                | Zkouška ohněm                   | L. Lewis Stout    | David Braff                                                    | 21. dubna 1997             | 29. listopadu 1997 |
| 151          | 20        | Baywatch at Sea World        | Pobřežní hlídka v mořském světě | Douglas Schwartz  | námět: Deborah Schwartz scénář: Deborah Schwartz a Kevin Beggs | 28. dubna 1997             | 6. prosince 1997   |
| 152          | 21        | Golden Girls                 | Zlaté dívky                     | Gus Trikonis      | David Braff                                                    | 5. května 1997             | 13. prosince 1997  |
| 153          | 22        | Nevermore                    | Už víckrát ne                   | Douglas Schwartz  | Deborah Schwartz                                               | 12. května 1997            | 20. prosince 1997  |

### Osmá řada (1997–1998)
| Č. v seriálu | Č. v řadě | Původní název                         | Český název | Režie               | Scénář                                       | Premiéra v USA (syndikace) | Premiéra v ČR     |
| ------------ | --------- | ------------------------------------- | ----------- | ------------------- | -------------------------------------------- | -------------------------- | ----------------- |
| 154          | 1         | Rookie Summer                         |             | Gregory J. Bonann   | David Braff                                  | 22. září 1997              | 12. prosince 1998 |
| 155          | 2         | Next Generation                       |             | Gregory J. Bonann   | David Braff                                  | 29. září 1997              | 19. prosince 1998 |
| 156          | 3         | The Choice                            |             | Gregory J. Bonann   | Gillian Horvath                              | 6. října 1997              | 2. ledna 1999     |
| 157          | 4         | Memorial Day                          |             | Gregory J. Bonann   | Kimmer Ringwald                              | 13. října 1997             | 9. ledna 1999     |
| 158          | 5         | Charlie                               |             | Gregory J. Bonann   | Tanquil Lisa Collins                         | 20. října 1997             | 16. ledna 1999    |
| 159          | 6         | Lifeguard Confidential                |             | David W. Hagar      | Michael Berk                                 | 27. října 1997             | 23. ledna 1999    |
| 160          | 7         | Out of the Blue                       |             | Parker Stevenson    | David Braff                                  | 3. listopadu 1997          | 30. ledna 1999    |
| 161          | 8         | Eel Nino                              |             | Douglas Schwartz    | Gillian Horvath                              | 10. listopadu 1997         | 6. února 1999     |
| 162          | 9         | Homecoming                            |             | Paul Cajero         | Kimmer Ringwald                              | 17. listopadu 1997         | 13. února 1999    |
| 163          | 10        | Missing                               |             | Parker Stevenson    | David Braff                                  | 24. listopadu 1997         | 20. února 1999    |
| 164          | 11        | Hijacked                              |             | Robert Weaver       | Gillian Horvath                              | 1. prosince 1997           | 27. února 1999    |
| 165          | 12        | No Way Out                            |             | Gregory J. Bonann   | Tanquil Lisa Collins                         | 26. ledna 1998             | 6. března 1999    |
| 166          | 13        | Countdown                             |             | Rick Jacobson       | Tanquil Lisa Collins                         | 2. února 1998              | 13. března 1999   |
| 167          | 14        | Surf City                             |             | Gregory J. Bonann   | David Braff                                  | 9. února 1998              | 20. března 1999   |
| 168          | 15        | To the Max                            |             | Douglas Schwartz    | Deborah Schwartz                             | 16. února 1998             | 3. dubna 1999     |
| 169          | 16        | Night of the Dolphin                  |             | Tracy Lynch Britton | Kimmer Ringwald                              | 23. února 1998             | 10. dubna 1999    |
| 170          | 17        | Full Throttle                         |             | L. Lewis Stout      | Kimmer Ringwald                              | 2. března 1998             | 17. dubna 1999    |
| 171          | 18        | Quarantine                            |             | Douglas Schwartz    | Kim Weiskopf                                 | 20. dubna 1998             | 24. dubna 1999    |
| 172          | 19        | Diabolique                            |             | Parker Stevenson    | Kimmer Ringwald                              | 27. dubna 1998             | 1. května 1999    |
| 173          | 20        | Bon Voyage                            |             | Douglas Schwartz    | David Braff                                  | 4. května 1998             | 8. května 1999    |
| 174          | 21        | White Thunder at Glacier Bay (Part 1) |             | Douglas Schwartz    | námět: Deborah Schwartz scénář: Michael Berk | 11. května 1998            | 15. května 1999   |
| 175          | 22        | White Thunder at Glacier Bay (Part 2) |             | Douglas Schwartz    | námět: Deborah Schwartz scénář: Michael Berk | 18. května 1998            | 22. května 1999   |

### Devátá řada (1998–1999)
| Č. v seriálu | Č. v řadě | Původní název                | Český název | Režie             | Scénář                      | Premiéra v USA (syndikace) | Premiéra v ČR      |
| ------------ | --------- | ---------------------------- | ----------- | ----------------- | --------------------------- | -------------------------- | ------------------ |
| 176          | 1         | Crash (Part 1)               |             | Gregory J. Bonann | David Braff                 | 21. září 1998              | 8. července 2000   |
| 177          | 2         | Crash (Part 2)               |             | Gregory J. Bonann | David Braff                 | 28. září 1998              | 15. července 2000  |
| 178          | 3         | Sharks, Lies and Videotape   |             | Parker Stevenson  | Maggie Marshall             | 5. října 1998              | 22. července 2000  |
| 179          | 4         | Dolphin Quest                |             | Gregory J. Bonann | Tanquil Lisa Collins        | 12. října 1998             | 5. srpna 2000      |
| 180          | 5         | The Natural                  |             | Rick Jacobson     | Sherri Ziff Lester          | 19. října 1998             | 19. srpna 2000     |
| 181          | 6         | Drop Zone                    |             | David W. Hagar    | Kimmer Ringwald             | 26. října 1998             | 9. září 2000       |
| 182          | 7         | Hot Summer Night             |             | Rick Jacobson     | Kimmer Ringwald             | 2. listopadu 1998          | 16. září 2000      |
| 183          | 8         | Swept Away                   |             | L. Lewis Stout    | David Braff                 | 9. listopadu 1998          | 23. září 2000      |
| 184          | 9         | The Swimmer                  |             | Gregory J. Bonann | Kimmer Ringwald             | 16. listopadu 1998         | 30. září 2000      |
| 185          | 10        | Friends Forever              |             | Douglas Schwartz  | Deborah Schwartz            | 23. listopadu 1998         | 7. října 2000      |
| 186          | 11        | The Edge                     |             | Robert Weaver     | Steven Barnes               | 14. prosince 1998          | 14. října 2000     |
| 187          | 12        | The Big Blue                 |             | Gregory J. Bonann | Tanquil Lisa Collins        | 11. ledna 1999             | 21. října 2000     |
| 188          | 13        | Come Fly with Me             |             | David Hasselhoff  | David Braff                 | 18. ledna 1999             | 22. listopadu 2001 |
| 189          | 14        | Boys Will Be Boys            |             | Georg Fenady      | Kimmer Ringwald             | 1. února 1999              | 23. listopadu 2001 |
| 190          | 15        | Baywatch Grand Prix          |             | Georg Fenady      | David Braff                 | 8. února 1999              | 26. listopadu 2001 |
| 191          | 16        | Baywatch Down Under (Part 1) |             | Gregory J. Bonann | Maurice Hurley              | 15. února 1999             | 27. listopadu 2001 |
| 192          | 17        | Baywatch Down Under (Part 2) |             | Gregory J. Bonann | Maurice Hurley              | 22. února 1999             | 28. listopadu 2001 |
| 193          | 18        | Water Dance                  |             | Douglas Schwartz  | John Whelpley               | 22. března 1999            | 29. listopadu 2001 |
| 194          | 19        | Double Jeopardy              |             | Parker Stevenson  | Chad Hayes a Carey W. Hayes | 26. dubna 1999             | 3. prosince 2001   |
| 195          | 20        | Wave Rage                    |             | Parker Stevenson  | Kimmer Ringwald             | 3. května 1999             | 4. prosince 2001   |
| 196          | 21        | Galaxy Girls                 |             | Douglas Schwartz  | Kimmer Ringwald             | 10. května 1999            | 5. prosince 2001   |
| 197          | 22        | Castles in the Sand          |             | Parker Stevenson  | David Braff                 | 17. května 1999            | 6. prosince 2001   |

### Desátá řada (1999–2000)
| Č. v seriálu | Č. v řadě | Původní název            | Český název | Režie             | Scénář                           | Premiéra v USA (syndikace) | Premiéra v ČR     |
| ------------ | --------- | ------------------------ | ----------- | ----------------- | -------------------------------- | -------------------------- | ----------------- |
| 198          | 1         | Aloha, Baywatch          |             | Gregory J. Bonann | Maurice Hurley                   | 20. září 1999              | 10. prosince 2001 |
| 199          | 2         | Mahalo, Hawaii           |             | Georg Fenady      | Maurice Hurley                   | 27. září 1999              | 11. prosince 2001 |
| 200          | 3         | Weak Link                |             | Gregory J. Bonann | Donald R. Boyle                  | 4. října 1999              | 12. prosince 2001 |
| 201          | 4         | Shark Island             |             | Georg Fenady      | Donald R. Boyle                  | 11. října 1999             | 13. prosince 2001 |
| 202          | 5         | Strike Team              |             | Gregory J. Bonann | Maurice Hurley                   | 18. října 1999             | 17. prosince 2001 |
| 203          | 6         | Sunday in Kauai          |             | Gregory J. Bonann | Maurice Hurley a Donald R. Boyle | 25. října 1999             | 18. prosince 2001 |
| 204          | 7         | Risk to Death            |             | Georg Fenady      | Maurice Hurley a Donald R. Boyle | 1. listopadu 1999          | 19. prosince 2001 |
| 205          | 8         | Father of the Groom      |             | L. Lewis Stout    | Donald R. Boyle                  | 8. listopadu 1999          | 20. prosince 2001 |
| 206          | 9         | The Hunt                 |             | Georg Fenady      | John Whelpley                    | 15. listopadu 1999         | 21. prosince 2001 |
| 207          | 10        | Gold from the Deep       |             | Robert Weaver     | Maurice Hurley a Donald R. Boyle | 22. listopadu 1999         | 2. ledna 2002     |
| 208          | 11        | Bent                     |             | Robert Weaver     | Maurice Hurley a Donald R. Boyle | 6. prosince 1999           | 3. ledna 2002     |
| 209          | 12        | Path of Least Resistance |             | Rick Jacobson     | Maurice Hurley a Donald R. Boyle | 13. prosince 1999          | 4. ledna 2002     |
| 210          | 13        | Liquid Visions           |             | Gregory J. Bonann | Cal Clements, Jr.                | 17. ledna 2000             | 7. ledna 2002     |
| 211          | 14        | Lines in the Sand        |             | Gregory J. Bonann | Maurice Hurley a Donald R. Boyle | 31. ledna 2000             | 8. ledna 2002     |
| 212          | 15        | The Hero                 |             | Rick Jacobson     | Maurice Hurley a Donald R. Boyle | 7. února 2000              | 9. ledna 2002     |
| 213          | 16        | Thunder Tide             |             | Gregory J. Bonann | Maurice Hurley a Donald R. Boyle | 14. února 2000             | 10. ledna 2002    |
| 214          | 17        | Breath of Life           |             | Rick Jacobson     | Tanquil Lisa Collins             | 21. února 2000             | 11. ledna 2002    |
| 215          | 18        | Big Island Heat          |             | Rick Jacobson     | Maurice Hurley a Donald R. Boyle | 13. března 2000            | 14. ledna 2002    |
| 216          | 19        | Maui Xterra              |             | Gregory J. Bonann | Cal Clements, Jr.                | 24. dubna 2000             | 15. ledna 2002    |
| 217          | 20        | Baywatch O'Hana          |             | Rick Jacobson     | Maurice Hurley a Donald R. Boyle | 1. května 2000             | 16. ledna 2002    |
| 218          | 21        | Last Rescue              |             | Gregory J. Bonann | Rick Husky                       | 8. května 2000             | 17. ledna 2002    |
| 219          | 22        | Killing Machine          |             | L. Lewis Stout    | Michael Sloan                    | 15. května 2000            | 18. ledna 2002    |

### Jedenáctá řada (2000–2001)
| Č. v seriálu | Č. v řadě | Původní název         | Režie              | Scénář                                  | Premiéra v USA (syndikace) |
| ------------ | --------- | --------------------- | ------------------ | --------------------------------------- | -------------------------- |
| 220          | 1         | Soul Survivor         | Frank South        | Frank South                             | 2. října 2000              |
| 221          | 2         | A Knife in the Heart  | Jefferson Kibbee   | Frederick Rappaport                     | 9. října 2000              |
| 222          | 3         | Bad Boyz              | Jefferson Kibbee   | Kris Dobkin                             | 16. října 2000             |
| 223          | 4         | Dangerous Games       | Anson Williams     | André Jacquemetton a Maria Jacquemetton | 23. října 2000             |
| 224          | 5         | Stone Cold            | Anson Williams     | Frank South                             | 30. října 2000             |
| 225          | 6         | Broken Promises       | Jefferson Kibbee   | Frederick Rappaport                     | 6. listopadu 2000          |
| 226          | 7         | Dream Girl            | Anson Williams     | Kris Dobkin                             | 13. listopadu 2000         |
| 227          | 8         | The Cage              | Rick Jacobson      | André Jacquemetton a Maria Jacquemetton | 20. listopadu 2000         |
| 228          | 9         | Ben                   | Gregory J. Bonann  | Kris Dobkin                             | 27. listopadu 2000         |
| 229          | 10        | Ties That Bind        | Gabrielle Beaumont | Frederick Rappaport                     | 4. prosince 2000           |
| 230          | 11        | Black Widow           | Gabrielle Beaumont | André Jacquemetton a Maria Jacquemetton | 11. prosince 2000          |
| 231          | 12        | The Ex-Files          | David W. Hagar     | Frank South                             | 29. ledna 2001             |
| 232          | 13        | The Stalker           | Rick Jacobson      | Kris Dobkin                             | 5. února 2001              |
| 233          | 14        | Father Faust          | Rick Jacobson      | Frank South                             | 12. února 2001             |
| 234          | 15        | A Good Man in a Storm | Anson Williams     | Frederick Rappaport                     | 19. února 2001             |
| 235          | 16        | My Father, the Hero   | Anson Williams     | André Jacquemetton a Marie Jacquemetton | 26. února 2001             |
| 236          | 17        | Boiling Point         | Gary Capo          | Frederick Rappaport                     | 9. dubna 2001              |
| 237          | 18        | The Return of Jessie  | Jefferson Kibbee   | Howard Grigsby                          | 16. dubna 2001             |
| 238          | 19        | Trapped               | Anson Williams     | Kris Dobkin                             | 23. dubna 2001             |
| 239          | 20        | Dead Reckoning        | Jefferson Kibbee   | Frederick Rappaport                     | 30. dubna 2001             |
| 240          | 21        | Makapu'u Lighthouse   | Rick Jacobson      | Frank South                             | 7. května 2001             |
| 241          | 22        | Rescue Me             | David W. Hagar     | Frank South                             | 14. května 2001            |

### Závěrečný film (2003)
| Původní název              | Český název                   | Režie            | Scénář                                                      | Premiéra v USA (Fox) | Premiéra v ČR      |
| -------------------------- | ----------------------------- | ---------------- | ----------------------------------------------------------- | -------------------- | ------------------ |
| Baywatch: Hawaiian Wedding | Pobřežní hlídka: Havajská noc | Douglas Schwartz | námět: Michael Berk a Douglas Schwartz scénář: Michael Berk | 28. února 2003       | 17. listopadu 2006 |